# Christianshavns Kanal
Christianshavns Kanal er en kanal i bydelen Christianshavn i København. Kanalen går fra nordøst mod sydvest og deler bydelen på langs. Mod nord er den forbundet med kanalen Trangraven, der adskiller Christianshavn fra Holmen, mens den mod syd foretager en vinkelret drejning, før den munder ud i Inderhavnen lidt nord for Langebro.
Christianshavns Kanal er kendt for sit aktive sejlermiljø med mange husbåde og sejlskibe, især i den nordlige del af kanalen.

## Gader og broer
På midten krydses Christianshavns Kanal af Børnehusbroen. Broen hed oprindeligt Rødebro eller Stenbroen, og er en del af Torvegade, den primære færdselsåre gennem Christianshavn, der forbinder Indre By over Knippelsbro i nordvest med Amager i sydøst. Lidt længere mod nord fører Snorrebroen Sankt Annæ Gade over kanalen. Helt i nord ligger fodgænger- og cykelbroen Trangravsbroen bestående af tre ben, der forbinder de to sider af kanalen med hinanden og Holmen. I den sydlige ende af kanalen er fodgænger- og cykelbroen Cirkelbroen, tegnet af den dansk-islandske arkitekt Olafur Eliasson, under bygning i 2015.
På hver sin side af kanalen ligger gaderne Overgaden oven Vandet og Overgaden neden Vandet. Over- kommer af det tyske ord Ufer, der betyder bred eller strandbred. Oven Vandet og neden Vandet hentyder til de to halvdele af Christianshavn, som kanalen deler bydelen i, med neden Vandet som delen mod Indre By og oven Vandet som delen mod Amager. Gaderne stammer fra Christian 4.'s grundlæggelse af Christianshavn.

## Kendte bygninger
Overgaden oven Vandet 10 huser den lokalhistoriske Brøstes Samling grundlagt af grosserer Ulf Brøste. Bygningen selv er 1785 og er kendt som Potters Gård. Den er opkaldt efter Thomas Potter, der var født i Edinburgh, og som kom til København som en ung mand. Han fik tilladelse til at åbnet et støberi og blev en pioner indenfor sit område med jerngryder i alle former så vel som søm, ankre og kugler. En del af produktionen blev eksporteret til Indien og Caribien. Potter solgte ejendommen i 1790, knust efter tabet af to hustruer.
Søkvæsthuset i Overgaden oven Vandet 38 blev bygget i 1754 som børnehjem for drenge men ombygget til marinehospital i 1776. Siden 1989 har Orlogsmuseet haft til huse i sidefløjen.